# Стратегия Оппенгеймера
«Стратегия Оппенгеймера» (англ. Norman: The Moderate Rise and Tragic Fall of a New York Fixer) — американо-израильский политический драматический фильм 2016 года, снятый Йосефом Сидаром по его же сценарию. Главные роли в фильме исполнили Ричард Гир и Лиор Ашкенази.
Премьера фильма состоялась 3 сентября 2016 года на кинофестивале «Теллурайд».

## Сюжет
Норман Оппенгеймер — «мелкая сошка» в мире нью-йоркского истеблишмента, который зарабатывает деньги, оказывая услуги политикам и другим влиятельным лицам и обеспечивая доступ к ним. Он знакомится с Михи Эшелем, израильским политиком средней руки, дарит ему дорогую пару обуви и использует того в своих целях — добиться приглашения в дом Артура Тауба, влиятельного бизнесмена. Тауб же признаёт в Нормане нечистоплотного человека и выгоняет его из своего дома.
Три года спустя Эшель становится премьер-министром Израиля и посещает Соединённые Штаты, чтобы встретиться с президентом, выступить перед Организацией Объединенных Наций и подписать мирный договор с соседями Израиля. Он восторженно приветствует Нормана на большом приёме, освещаемом СМИ, и представляет его группе важных людей, а также предлагает ему пост в своей команде. Жизнь Нормана быстро меняется, теперь уже к нему обращаются те, кто хочет воспользоваться его влиянием. Но чем дальше Оппенгеймер заходит в своих махинациях, тем ближе пропасть, в которую он рискует утянуть и Эшеля.

## В ролях
- Ричард Гир — Норман Оппенгеймер[5] (частично основан на Зюссе Оппенгеймере[8])
- Лиор Ашкенази — Михи Эшель[6]
- Майкл Шин — Филип Коэн[6]
- Стив Бушеми — раввин Блюменталь
- Джош Чарльз — Артур Тауб[6]
- Шарлотта Генсбур — Алекс Грин
- Энн Дауд — Кэрол Раскин
- Дэн Стивенс — Билл Кавиш
- Харрис Юлин — Джо Уилф
- Хэнк Азариа — Сруль Кац
- Дов Гликман — Рон Маор
- Исаак де Банколе — продавец обуви[6]
- Нета Рискин — Ханна

## Критика
Национальный совет кинокритиков США включил «Стратегию Оппенгеймера» в топ-10 лучших независимых фильмов года.
Variety и The Guardian высоко оценили игру Ричарда Гира. Обозреватель портала «Киномания» отмечает: «Роль в „Нормане“ — если не лучшая, то уж по крайней мере одна из самых интересных его работ. Благодаря Гиру мистер Оппенгеймер, эдакая рыба-прилипала в человеческом образе, становится многомернее и ближе».